# Независимост (площад в Елин Пелин)
Вижте пояснителната страница за други значения на Независимост.
Независимост е площад в центъра на Елин Пелин.

## Обекти
- Община
- Църква „Свети Николай Чудотворец“
- Начално училище „Христо Ботев“
- Хотел „Гайдарец“
- Бюст-паметник на писателя Елин Пелин